# 警察日記
『警察日記』（けいさつにっき）は、1955年（昭和30年）2月3日公開の日本映画である。日活製作・配給。監督は久松静児、主演は森繁久彌。モノクロ、スタンダード、111分。
1952年（昭和27年）に刊行された伊藤永之介の同名小説を映画化した作品で、会津磐梯山麓の小さな町（劇中では横宮町という架空の土地。現在の猪苗代町大字川桁周辺であるが、ロケ地は現在の本宮市）を舞台に、警察官とその町に暮らす人々のエピソードを描く。森繁はこの作品で第10回毎日映画コンクール男優主演賞を受賞した他、第29回キネマ旬報ベスト・テン第6位。

## スタッフ
- 監督：久松静児
- 製作：坂上静翁
- 原作：伊藤永之介（角川書店版）
- 脚本：井手俊郎
- 撮影：姫田真佐久
- 照明：岩木保夫
- 録音：中村敏夫
- 美術：木村威夫
- 音楽：團伊玖磨
- 編集：近藤光雄

## 出演者
- 吉井巡査部長：森繁久彌
- 岩太：伊藤雄之助
- 花川巡査：三國連太郎
- 村田老人：東野英治郎
- 藪田巡査：宍戸錠
- 労働基準署員・紅林：多々良純
- 倉持巡査部長：殿山泰司
- 石割署長（警視）：三島雅夫
- 杉田モヨ：杉村春子
- 掬水亭の内儀・ヒデ：沢村貞子
- 二田アヤ：岩崎加根子
- 桃代：小田切みき
- セイ：千石規子
- ユキ子の母・シズ：坪内美子
- タツ：飯田蝶子
- 赤沼主任（警部補）：十朱久雄
- 緑川大三郎：富田仲次郎
- 林幹
- 三木のり平（未出演）
- 金子主任：織田政雄
- 丸尾通産大臣：稲葉義男
- 金次：三島謙
- 飯岡熊太郎：左卜全
- 孤児収容所主事：加原武門
- 労働基準署員・黒川：高品格
- 助役：山田禅二
- 桂太郎：光沢でんすけ
- 河上信夫
- 岩太の父親・千代松：片桐常雄
- 駅長：伊丹慶治
- 高谷重四郎：天野創次郎
- 職業安定所所長・松木：福原秀雄
- 掬水亭・マツ：三好久子
- バー八千代の女将：田中筆子
- 伊藤巡査：深江和久
- ユキ子：二木てるみ（劇団若草）
- セイの子・竹雄：香川良久（劇団若草）

## エピソード
- 刑事ドラマでお馴染みの取り調べ中に丼物（台本では天丼）が振舞われるというシーンが、この作品で初めて使われる、と記述されている資料もあるが、[2]映画の中では署長室で、無銭飲食の容疑の母子と置き引きの容疑の父が、取り調べ後に天丼を食べている。
- 宍戸錠の映画初出演作品であり当時の新聞広告などには「新人・宍戸錠」と記載されている。ただし撮影時に遅刻の常習犯だったため続編にはキャスティングされなかった。

## 続警察日記
『続警察日記』（ぞくけいさつにっき）は、1955年（昭和30年）11月16日公開の日本映画である。日活製作・配給。監督は久松静児。モノクロ、スタンダード、119分。

### スタッフ
- 監督：久松静児
- 製作：坂上静翁
- 原作：伊藤永之介
- 脚本：井手俊郎
- 撮影：姫田真佐久
- 照明：岩木保夫
- 録音：中村敏夫
- 美術：木村威夫
- 音楽：伊福部昭
- 編集：近藤光雄

### 出演者
- 神成係長（警部補）：伊藤雄之助
- 田代刑事：大坂志郎
- 柴田キサ：新珠三千代
- 桃子：芦川いづみ
- 花村浩二：三國連太郎（特別出演）
- 岩熊署長（警視）：三島雅夫
- 赤松消防団長：殿山泰司
- 斎藤刑事部長：河野秋武
- 蛭川大五郎：市村俊幸
- 川越巡査：安部徹
- 若山巡査：三島耕
- 駒田亀七：左卜全
- 早船記者：金子信雄
- 巫女：日高澄子
- お金婆さん：飯田蝶子
- 千代：小田切みき
- ヨネ：高田敏江
- リキ：新井麗子
- お芳：藤代鮎子
- 上田八重子：北林谷栄
- 柿崎次席（警部）：深見泰三
- 柴田彌六：鶴丸睦彦
- 議長：林幹
- 倉平：織田政雄
- 運吉：清水一郎
- 長吉：加藤春哉
- 老医師：大友純
- 金子巡査：片桐常雄
- 町会議員：加原武門
- 石蔵：高品格
- 町長：伊丹慶治
- 山田金次：河上信夫
- 松戸甚助：三島謙
- 受付の巡査：深江章喜
- 柴田フヨ：二木てるみ（劇団若草）
- 金一：香川良久（劇団若草）